# 山形蔵王パーキングエリア
山形蔵王パーキングエリア（やまがたざおうパーキングエリア）は、山形県山形市にある山形自動車道のパーキングエリアである。
山形蔵王ICと併設されており、PAからICに流出することはできるが、ICからの流入時にPAは利用できない構造になっている。

## 施設

### 上り線（仙台・福島方面）
- 管理：東日本高速道路
- 駐車場[1]
  - 大型：6台
  - 小型：12台
  - 身障者用
    - 小型：1台
- トイレ[1]
  - 男性：大2（和式1・洋式1）・小5（オストメイト対応トイレ有）[2]
  - 女性：6[2]（和式2・洋式4）
    - 同伴の男児用：1

  - 身障者用
    - 共用：1
- 自動販売機（24時間）[1]
- 給電スタンド（24時間）[1]

### 下り線（山形・酒田方面）
- 管理：東日本高速道路
- 駐車場[3]
  - 大型：14台
  - 小型：20台
- トイレ[3]
  - 男性：大2（和式1・洋式1）・小5（オストメイト対応トイレ有）[2]
  - 女性：6（和式2・洋式4）（オストメイト対応トイレ有）[2]
    - 同伴の男児用：1

  - 身障者用
    - 共用：1
- 自動販売機（24時間）[3]
- 給電スタンド（24時間）[3]

## 隣
E48 山形自動車道
(3)関沢IC - (4)山形蔵王IC/山形蔵王PA - (5)山形北IC - (6)山形JCT

## その他
- 2020年4月18日、2019新型コロナウイルス感染拡大に備え、パーキングエリア内で来訪者の検温が試行的に実施された[4]。